# Песочная (приток Грязны)
Песочная — река в России, протекает в Козельском районе Калужской области. Правый приток реки Грязна.

## География
Река Песочная берёт начало у посёлка Красноклинский. Течёт на запад и впадает в Грязну у села Березичского Стеклозавода. Устье реки находится в 1,7 км по правому берегу реки Грязна. Длина реки составляет 14 км.

## Данные водного реестра
По данным государственного водного реестра России относится к Окскому бассейновому округу, водохозяйственный участок реки — Ока от города Белёв до города Калуга, без рек Упа и Угра, речной подбассейн реки — бассейны притоков Оки до впадения Мокши. Речной бассейн реки — Ока.
По данным геоинформационной системы водохозяйственного районирования территории РФ, подготовленной Федеральным агентством водных ресурсов:
- Код водного объекта в государственном водном реестре — 09010100512110000020216
- Код по гидрологической изученности (ГИ) — 110002021
- Код бассейна — 09.01.01.005
- Номер тома по ГИ — 10
- Выпуск по ГИ — 0